# 东溪镇 (綦江区)
东溪镇位于重庆市綦江区中南部，南与贵州省习水县条台乡接壤，距县城约40km。唐高祖武德二年（619年）在此设丹溪县，唐太宗贞观十七年（644年）撤县为镇。2005年，被重庆市列为重庆市历史文化名镇。2007年，国家建设部、国家文物局批准东溪镇为中国历史文化名镇。2008年12月，东溪镇上榜重庆市十大名镇。

## 简介
东溪古镇辖区面积157平方公里，下辖20个行政村村、4个居委会，全镇人口8.1万余人，古镇核心区面积约3.5平方公里，场镇常住人口1.5万余人。
东溪古镇历史悠久，人文景观众多，有西南最古老的邮局——“麻乡约民信局”；保存完好的南华宫、万天宫；2200多年历史的川盐古道；以及国民党中央军事参议院迁至东溪的旧址等。

## 行政区划
桥头溪乡下辖以下地区：
福竹社区、猫村、中山村、石港湾村、凤形山村、涧山村、楠木塘村、清溪村、高桥村、北峰山村、石湖村、鸦鹊塘村、复兴村、清塘村、玉皇庙村、谢林港村和青山村。

## 中国传统村落
2012年，永乐村被评为首批“中国传统村落”。